# ژان دل
ژان دل (فرانسوی: Jean Dell‎؛ زادهٔ ۱۷ مارس ۱۹۶۱) بازیگر و نویسنده اهل فرانسه است.
از فیلم‌ها یا مجموعه‌های تلویزیونی که وی در آن‌ها نقش داشته است، می‌توان به ساکت باش، چه کسی بامبی را کشت؟ و ناپلئون اشاره نمود.